# Villa Bjälbo, Stockholms kommun
Villa Bjälbo är en byggnad i kvarteret Mjölkö intill sjön Magelungen på Nordmarksvägen 55 i Farsta strand, södra Stockholm. Huset är en stor gulfärgad "tidigare faluröd" trävilla som uppfördes 1905 och används i dag som privatbostad åt ett kollektiv. Byggnaden är en av de få kvarvarande villorna i Södertörns villastad.
Villan ligger i en södersluttning med utsikt över Magelungen. den är omgiven av 70-tals villor i betong.  Det är en treplansbyggnad med utbyggd vindsvåning och hög stensockel. Ytan är på 481 m². Fasaden har natursten i bottenvåningen och stående gul fassadspåntpanel och vita knutbrädor. På norrsidan finns en hög trappa till entrén, byggnaden har balkonger åt söder och öster. Yttertaket är ett valmat mansardtak, täckt med rött tegel. Villan ägs av Kollektivet Folkhemmet och används förutom som bostad även till folkdans, musik och kulturevenemang.